# 鄭太和
鄭太和（1602年2月12日—1673年11月16日）字囿春，號陽坡，本贯東萊鄭氏，朝鲜王朝時代文官。谥号翼宪，后改为忠翼。他曾在丙子戰爭期間抵抗清軍。1649年朝鮮孝宗即位後出任右議政。後來又升任左议政和領議政。